# 수도사 (의령군)
수도사(修道寺)는 경상남도 의령군에 위치한 절이다.
신덕산 중턱에 자리잡고 있는 전통사찰로 절의 경내에는 대웅전 대신에 극락전이 있으며, 그 뒤에 칠성각과 동서 양편에 요사채가 있다. 또 축대의 계단위에는 높다랗게 누락을 올려서 만세루라 이름지어 놓았다.
662년 신라시대 문무왕 2년에 고승 원효대사에 의해 창건되었다고 하며, 임진왜란 때 소실되었으나 그 뒤 송운대사 유정이 다시 중건하여 오늘에 이르고 있다.
전해지는 말로는 절의 뒷산에 흡사 병풍처럼 둘러선 바위가 있어 사람들은 이 바위를 병풍바위라 하는데 당시 원효대사는 이곳에서 백여명의 불제자와 함께 수도를 하였다고 하며 이 때문에 절의 이름을 수도사(修道寺)로 부르게 된 것이라고 한다.

## 발췌문헌
- 《창의-인성교육을 위한 의령 체험활동 길라잡이3》, 경상남도의령교육지원청, 2013
- 수도사 안내문 내용 참조 (의령군청, 경상남도의령군)